# 쓰지 마사오
쓰지 마사오(일본어: 辻 正男, 1987년 3월 29일 ~ )는 일본의 축구 선수이다.

## 구단 경력
그는 2013년부터 2019년까지 J리그의 가이나레 돗토리, 츠바이겐 가나자와, YSCC 요코하마, 더스파구사쓰 군마에서 활동하였다.